# Cuchulumtic
Cuchulumtic es una localidad del estado mexicano de Chiapas. Es parte del municipio de Chamula.

## Demografía
| Gráfica de evolución demográfica |
|                                  |

| Censo | Población |
| ----- | --------- |
| 1940  | 485       |
| 1950  | 599       |
| 1960  | 306       |
| 1970  | 407       |
| 1980  | 887       |
| 1990  | 714       |
| 2000  | 1 047     |
| 2010  | 1 275     |
| 2020  | 1 622     |